# Février 1823

## Événements

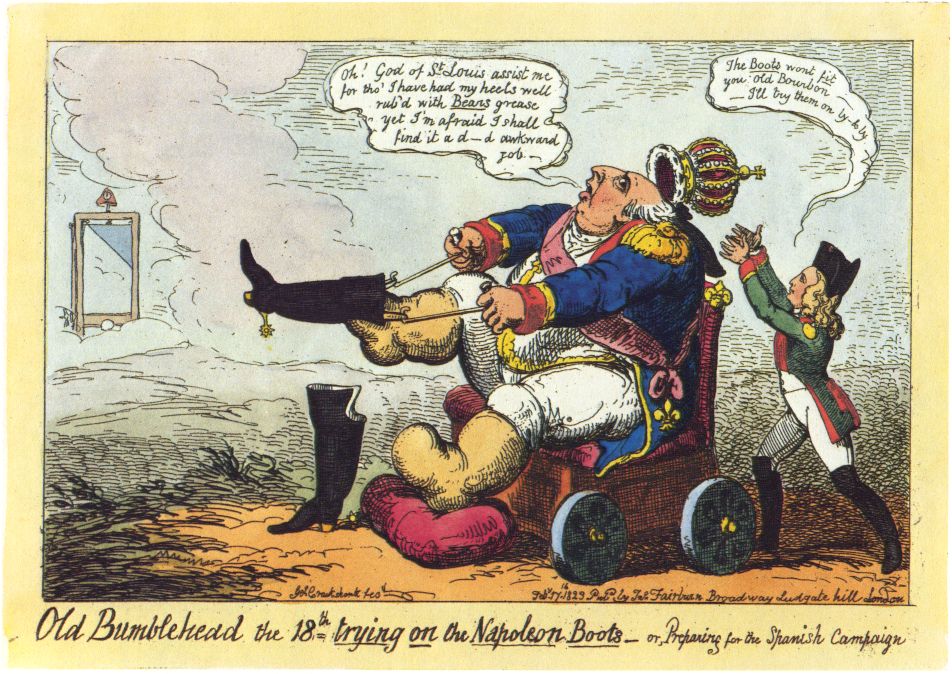
Louis XVIII dans les bottes de Napoléon, préparant la campagne d'Espagne, caricature anglaise de George Cruikshank publiée le 17 février

- 26 février : Louis XVIII signe la première concession pour une ligne de chemin de fer française de 23 km entre Saint-Étienne et Andrézieux destiné au transport du charbon.

## Naissances
- 3 février : Spencer Fullerton Baird, ornithologue et ichtyologiste américain († 1887).
- 28 février : Ernest Renan écrivain français.

## Décès
- 7 février : Ann Radcliffe, romancière britannique, créatrice de romans noirs (1764-1823).
- 16 février : Pierre-Paul Prud'hon, peintre et dessinateur français (° 4 avril 1758).